# Glossocalyx longicuspis
Glossocalyx longicuspis là một loài thực vật có hoa trong họ Siparunaceae. Loài này được Benth. miêu tả khoa học đầu tiên năm 1880.